# Хофмен (остров)
Хофмен (англ. Hoffman Island) — один из двух небольших искусственных островов, расположенных в Нижнем Нью-Йоркском заливе. Меньший остров, известный как Суинберн, расположен южнее. Остров Хофмен был создан на отмели Орчард, путём добавления смеси из глины, песка и камней. Строительство было завершено в 1872 году. Остров был назван в честь Джона Томсона Хоффмана, бывшего мэра Нью-Йорка, который на момент строительства являлся губернатором штата Нью-Йорк. Остров Хофмен занимает 4,45 гектара. Площадь же острова Суинберн почти в три раза меньше. Если не считать размер, то между двумя островами много общего. Оба искусственные, оба использовались как карантинная станция. В 1938 году на островах была создана тренировочная база торгового флота США.

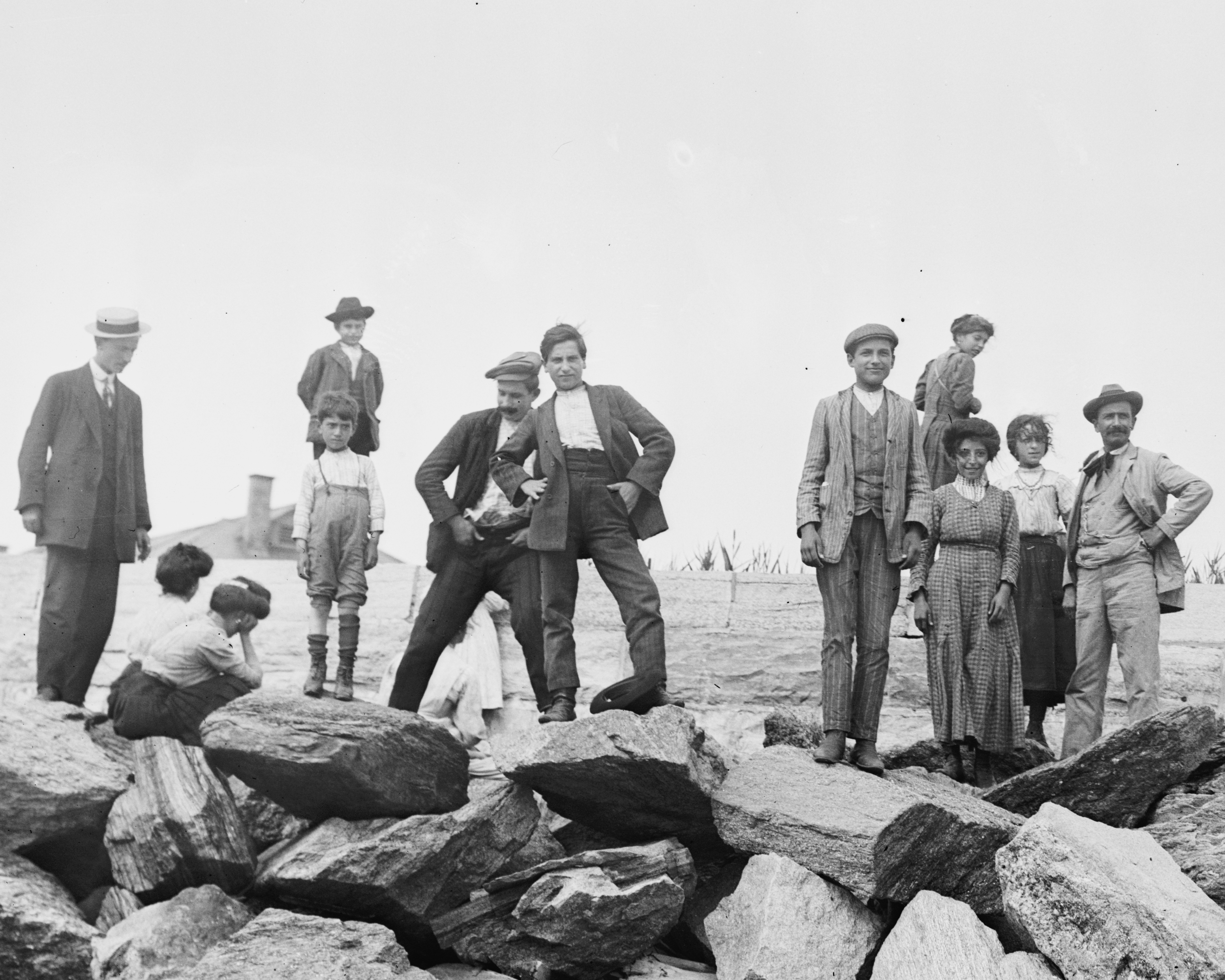
1910-1915

Во время Второй мировой войны оба острова использовали как место для заякорения противолодочных сетей. Сети преграждали вражеским подлодкам вход в залив Нью-Йорка со стороны Атлантического океана.

## Планы использования после Второй мировой войны
После окончания Второй мировой войны городские политики выдвигали различные предложения по использованию островов. Роберт Мозес и Бернард Барух были сторонниками превращения островов в городской парк, но об этих планах вскоре забыли. В 1961 году все строения на острове Хофмен были снесены. С того времени на острове неоднократно арестовывали незаконно проникнувших. В 60-х годах там была арестована целая группа людей, снимавших порнофильмы. В 80-е годы было предложено создать большой приют для бездомных на одном из островов или же на обоих. Но этот план также не был воплощён в жизнь.

## Использование в настоящее время
В настоящее время оба острова находятся в подчинении Службы национальных парков США. Они по-прежнему закрыты для основной массы людей, с целью защиты птиц, гнездящихся на островах. На острове Хофмен находится множество гнездовий водоплавающих птиц. Среди них большая белая цапля, белая американская цапля, обыкновенная кваква и каравайка. Ушастый баклан гнездится преимущественно на Суинберне, а морские чайки на обоих островах. Начиная с 2001 года на островах зимуют тюлени.